# Købmanden i Venedig (film fra 2004)
 For alternative betydninger, se Købmanden i Venedig (flertydig). (Se også artikler, som begynder med Købmanden i Venedig)
Købmanden fra Venedig (eng: The Merchant of Venice) er en filmatisering fra 2004 af William Shakespeares teaterstykke af samme navn. Filmen er instrueret og skrevet af Michael Radford og har bl.a. Joseph Fiennes, Al Pacino og Jeremy Irons på rollelisten.

## Medvirkende
- Al Pacino som Shylock
- Jeremy Irons
- Joseph Fiennes
- Lynn Collins
- Zuleikha Robinson
- Kris Marshall
- Charlie Cox
- Heather Goldenhersh
- Mackenzie Crook
- John Sessions
- Gregor Fisher
- Ron Cook
- Allan Corduner
- Anton Rodgers
- David Harewood